# モチーフ (数学)
代数幾何学では、モチーフ(motive、ときにはフランス語の使いかたに従い motif とすることもある)は、代数多様体の本質的な部分を表す。今日まで、ピュアモチーフは定義されているが、一方、予想されている混合モチーフは定義されていない。 ピュアモチーフは、三つ組 (X, p, m) で、この X は滑らかな射影多様体、p : X ⊢ X はべき等な(idempotent)対応、m は整数である。(X, p, m) から (Y, q, n) への射(morphism)は、次数 n - m の対応により与えられる。
アレクサンドル・グロタンディーク(Alexander Grothendieck)に従い、混合モチーフに限っては、数学者たちが「普遍的」なコホモロジー論をもたらす適切な定義を求めている。圏論の言葉では、普遍的なコホモロジーは代数的代数的対応の圏でべき等分解(splitting idempotents)を通した定義を意図していた。しかし、数十年間、標準予想を証明することに失敗して、これを定義することができなかった。現在示されているように、このことは「充分な」多くの射を持つことができない。 一方、モチーフの圏は、1960年代から1970年代にかけて、多く議論された普遍ヴェイユコホモロジーであることが想定されたが、この期待は完全に証明されてはいない。他方、現在は、全く異なる方法より、モチーフコホモロジー(motivic cohomology)が、現在、テクニカルな定義が数多くある。

## 導入
元来、モチーフの理論は、ベッチコホモロジー、ド・ラームコホモロジー、l-進エタールコホモロジー、クリスタリンコホモロジー(crystalline cohomology)を含む、急速に増えてきたコホモロジー論を統一しようとの試みである。一般的な期待は、
- [点]
- [射影直線] = [直線] + [点]
- [射影平面] = [平面] + [直線] + [点]

のような方程式が、深い意味をもった確固とした数学的基礎として採用できるという期待である。もちろん、上の方程式は、多くの意味で正しいことがすでに知られている。例えば、CW複体(CW-complex)では、"+" は胞体(cell)の連結に対応していて、様々なコホモロジー論で "+" は直和に対応している。
他の観点からは、モチーフは、多様体の因子上の有理函数から多様体の周群(Chow group)の上の有理函数への一般化へと繋がっている。モチーフは有理同値以外にも多くのタイプの同値の観点から考えることが可能であるので、一般化は様々な方向で発生する。適切な同値関係(adequate equivalence relation)の定義により、構成する同値関係が与えられる。

## ピュアモチーフの定義
ピュアモチーフの圏は、多くの場合 3段階で進行する。以下に、k を任意の体として、周モチーフ(Chow motives) Chow(k) の例を挙げる。

### 第一段階： (次数 0) 対応の圏, Corr(k)
Corr(k) の対象(object)は、単純に k 上の滑らかな射影多様体である。射(morphism)は対応である。対応は、多様体の射 X → Y の一般化であり、これには X × Y の中のグラフが伴われていて、X × Y 上の決まった次元の周サイクル(Chow cycles)へ一般化される。
Corr(k) の射は、次数が 0 の対応であるにもかかわらず、任意次数の対応を記述することは有益である。詳しく言うと、X と Y を滑らかな多様体、{\displaystyle \scriptstyle X=\coprod _{i}X_{i}} を X の連結成分への分解、di := dim Xi とする。r ∈ Z であれば、次数 r の　X から Y への対応は、
{\displaystyle {\mathit {Corr}}^{r}(k)(X,Y):=\bigoplus _{i}A^{d_{i}+r}(X_{i}\times Y)}
と定義される。
例えば α: X ⊢ Y のように、対応を "⊢" の記号で使うことが良くある。任意の α ∈ Corrr(X, Y) と β ∈  Corrs(Y, Z) に対し、それらの合成は、
{\displaystyle \alpha \circ \beta :=\pi _{XZ*}(\pi _{XY}^{*}(\alpha )\cdot \pi _{YZ}^{*}(\beta ))\in Corr^{r+s}(X,Z)}
により定義される。ここにドットは、周環（すなわち、交叉）における積を表す。
圏 Corr(k) を構成することへ立ち返ると、次数 0 の対応の合成は次数 0 であることに注意すると、Corr(k) の射は次数 0 対応であることとなる。
結合関係は、次の函手となる。
{\displaystyle F:{\begin{array}{rcl}SmProj(k)&\longrightarrow &Corr(k)\\X&\longmapsto &X\\f&\longmapsto &\Gamma _{f}\end{array}}}
ここに Γf ⊆ X × Y は f : X → Y のグラフである。
まさに SmProj(k) のように、圏 Corr(k) は直和 ({\displaystyle \scriptstyle X\oplus Y:=X\coprod Y}) と テンソル積 ({\displaystyle \scriptstyle X\otimes Y:=X\times Y}) を持っている。この圏は、準加法圏（準加法圏と加法圏の記法については準加法圏の記事を参照）。射の和は、
{\displaystyle \alpha +\beta :=(\alpha ,\beta )\in A^{*}(X\times X)\oplus A^{*}(Y\times Y)\hookrightarrow A^{*}((X\coprod Y)\times (X\coprod Y))}
により定義される。

### 第二段階：ピュアな有効周モチーフ, Choweff(k)
モチーフへの変換は、Corr(k) の擬アーベル的包絡(pseudo-abelian envelope)を取ることで得られる。
{\displaystyle Chow^{eff}(k):=Split(Corr(k))}.
言い換えると、有効周モチーフは、滑らかな射影多様体 X とべき等(idempotent) な対応 α: X ⊢ X であり、射は対応
{\displaystyle Ob(Chow^{eff}(k)):=\{(X,\alpha ){\mbox{ }}|{\mbox{ }}(\alpha :X\vdash X)\in Corr(k){\mbox{ such that }}\alpha \circ \alpha =\alpha \}}.
{\displaystyle Mor((X,\alpha ),(Y,\beta )):=\{f:X\vdash Y{\mbox{ }}|{\mbox{ }}f\circ \alpha =f=\beta \circ f\}}
である。
合成は、上記の対応で定義され、(X, α) の恒等射は α : X ⊢ X であることと定義される。
結合関係は、次の函手となる。
{\displaystyle h:{\begin{array}{rcl}SmProj(k)&\longrightarrow &Corr(k)\\X&\longmapsto &[X]:=(X,\Delta )_{X}\\f&\longmapsto &[f]:=\Gamma _{f}\subset X\times Y\end{array}}},
ここに ΔX := [idX] は、X × X の対角である。モチーフ [X] は多様体 X に伴うモチーフと呼ばれる。
目的通り、Choweff(k) は擬アーベル圏(pseudo-abelian category)である。 有効モチーフの直和は、
{\displaystyle ([X],\alpha )\oplus ([Y],\beta ):=([X\coprod Y],\alpha +\beta )}
で与えられる。有効モチーフのテンソル圏は、
{\displaystyle ([X],\alpha )\otimes ([Y],\beta ):=(X\times Y,\pi _{X}^{*}\alpha \cdot \pi _{Y}^{*}\beta ),\qquad \pi _{X}:(X\times Y)\times (X\times Y)\to X\times X,}　と {\displaystyle \pi _{Y}:(X\times Y)\times (X\times Y)\to Y\times Y}
で与えられる。射のテンソル積も定義できる。f1 : (X1, α1) → (Y1, β1) と f2 : (X2, α2) → (Y2, β2) をモチーフの射とする。γ1 ∈ A*(X1 × Y1) であり、γ2 ∈ A*(X2 × Y2) を f1 と f2 の表現とすると、
{\displaystyle f_{1}\otimes f_{2}:(X_{1},\alpha _{1})\otimes (X_{2},\alpha _{2})\vdash (Y_{1},\beta _{1})\otimes (Y_{2},\beta _{2}),\qquad f_{1}\otimes f_{2}:=\pi _{1}^{*}\gamma _{1}\cdot \pi _{2}^{*}\gamma _{2}},
となる。ここに πi : X1 × X2 × Y1 × Y2 → Xi × Yi は射影である。

### 第三段階：ピュア周モチーフの圏 Chow(k)
モチーフへ進むために、レフシェッツモチーフ(Lefschetz motive)と呼ばれるモチーフの（テンソル積の観点から）形式的な逆へ、Choweff(k) へ圏として付随させる。この効果は、ペアとする代わりに、モチーフを三つ組とすることである。レフシェッツモチーフ L は、
{\displaystyle L:=(\mathbf {P} ^{1},\lambda ),\qquad \lambda :=pt\times \mathbf {P} ^{1}\in A^{1}(\mathbf {P} ^{1}\times \mathbf {P} ^{1})}
である。自明なテイトモチーフ(trivial Tate motive)と呼ばれるモチーフ 1 を 1 := h(Spec(k)) により定義すると、1 ≅ (P1, P1 × pt) であるため、方程式
{\displaystyle [\mathbf {P} ^{1}]=\mathbf {1} \oplus L}
が成り立つ。レフシェッツモチーフのテンソル的な逆は、テイトモチーフ(Tate motive) T := L−1 であることが知られているので、ピュア周モチーフの圏を、
{\displaystyle Chow(k):=Chow^{eff}(k)[T]}
により定義する。
従って、モチーフは、p ˆ p = p であるような三つ組 (X ∈ SmProj(k), p : X ⊢ X, n ∈ Z) である。射は、対応
{\displaystyle f:(X,p,m)\to (Y,q,n),\quad f\in Corr^{n-m}(X,Y){\mbox{ such that }}f\circ p=f=q\circ f}
で与えられ、射の合成は対応の合成となる。
意図したように、Chow(k) をリジッドな(rigid)擬アーベル圏となる。

### モチーフの他のタイプ
交叉積を定義するために、サイクルは「動かすことができる」べきで、従って一般の位置でサイクルを交叉させることができる。適当なサイクル上の同値関係(equivalence relation on cycles)を選ぶことは、サイクルのペアが交叉できる一般の位置にある同値なペアを持つことを保証する。周群(Chow groups)は有理同値を使い定義されるが、他の同値類も可能であり、各々が異なった種類のモチーフを定義する。強いものから弱いものまであるが、同値の例を挙げる。
- 有理同値(Rational equivalence)
- 代数的同値(Algebraic equivalence)
- スマッシュべき零同値(Smash-nilpotence equivalence) (ヴォエヴォツキ(Voevodsky)同値と呼ばれることもある)
- ホモロジカル同値(Homological equivalence) (ヴェイユコホモロジーの意味で)
- 数値同値(Numerical equivalence)

文献的には、すべてのピュアモチーフのタイプを、周モチーフと呼んで、代数的同値の観点からこの場合を「代数的同値の下の(modulo)周モチーフ」と呼ぶこともある。

## 混合モチーフ
固定された基礎体 k に対し、混合モチーフ(mixed motives)の圏は、アーベル圏でテンソル圏 MM(k) が次の函手伴っていることが予想されている。
Var(k) → MM(X)
全ての（コンパクトとも滑らかとも限らない）代数多様体に対してモチーフを与える。これは、射影的な滑らか多様体にピュアモチーフを与えることの拡張になっている。さらに、
Ext*MM(1, ?)
として定義されたモチヴィックコホモロジーが、代数的K-理論から予想されたモチーフと有理係数では一致し、適当な意味で周モチーフの圏を持っているモチーフであるはずである。そのような圏の存在が、アレクサンドル・ベイリンソン(Alexander Beilinson)により予想されている。しかしこのようなアーベル圏は、未だに構成されていない。
そのような圏を構成することに代わり、ドリーニュ(Deligne)は導来圏
Db(MM(k))
に期待される性質を持つ圏 DM(k) をまず構成することを提案した。
従って予想されているモチヴィックな t-構造(t-structure)によって、DM (k)からheartをとることでMM (k)が得られる。
三角圏DM(k)はヴォエヴォドスキーによって構成され、期待される多くの性質をもつことが、期待されるt-structureの存在をのぞいて、証明された。その数論への応用にはまだ程遠い状態にあるが、ヴォエヴォドスキーによる応用にミルナー予想とBloch-Kato予想をがある。ヴォエヴォドスキー(Voevodsky)は彼のモチーフ理論を応用しその予想を証明しフィールズ賞を受賞した。キーとなる考え方としてこれらのモチーフや安定ホモトピーを使った。しかしながら注意すべきことはこれらの予想の証明にはDMではなく位相幾何学におけるスペクトラの安定ホモトピー圏のモチーフ版への拡張を用いており、それもVoevodskyによって構成された。
ヴォエヴォドスキーの定義した三角圏は、周モチーフを充密な部分圏として含んでいて、「正しい」モチーヴィックコホモロジーを与える。しかし、ヴォエヴォドスキーはまた、整数係数においてはモチーヴィックな t-構造は存在しないことも示した。
- 完全体上の滑らかな多様体の圏 Sm から始める。同じように上記のピュアモチーフを構成するために、通常の射の代わりに、滑らかな対応が使われる。上で使った（全く一般的な）サイクルと比較すると、これらの滑らかな対応の定義は、限定的である。特に、それらはいつでも固有に交叉しているので、サイクルを動かすこと、従って同値関係は対応としてはwell-definedであるとは限らない。この圏は SmCor と書き、加法的である。
- テクニカルな中間段階として、滑らかなスキームや対応の有界な鎖複体のホモトピー圏（英語版）(homotopy category) Kb(SmCor) を取る。
- 強制的に任意の多様体 X へ圏の局所化を適用し、同型 X × A1 となるようにする。そのとき、マイヤー・ヴィエトリス系列が保たれる。すなわち、X = U ∪ V (2つの開いた部分多様体の合併）は U ∩ V → U ⊔ V と同型となる。
- 結局、上記のように擬アーベル的包絡を得る。

結果として得られる圏は、有効幾何学的モチーフの圏(category of effective geometric motives)と呼ばれる。繰り返すと、テイト対象(Tate object)を形式的に逆にしたものとして、幾何学的モチーフの圏 DM が得られる。

## 非専門家向けの説明
数学で共通にテクニックを適用することは、この構造を保持する射を持っている圏を導入することで対象を研究することである。従って、どのようなときに与えられた 2つの対象が同型であるかと問うたり、あるいは、「特別に良い」表現がそれぞれのクラスに存在するだろうかと問うことができる。代数多様体の分類、つまり、代数多様体の場合へのこの考え方の適用は、対象が非常に高い非線型構造を持っているため、非常に困難である。双有理同値の下に多様体を研究するというように条件を緩めることは、双有理幾何学の分野へ導かれる。問題を扱うもうひとつの方法として、与えられた多様体 X をより線型な性質の問題へ帰着させる方法がある。すなわち、例えば、ベクトル空間のような線型代数のテクニックを使う扱いやすい対象とすることである。この「線型化」がコホモロジーの名前の下で通常使われている。
いくつかの重要なコホモロジーの理論が存在していて、異なる多様体の構造的側面を反映している。（一部は予想ではあるが、）モチーフ理論(theory of motives)は、代数多様体を線型化する普遍的な方法を見つける試みで、モチーフはこれらの特殊なコホモロジーをすべて埋め込むことのできるコホモロジーを提供しようとしている。例えば、興味深い曲線の不変量である滑らかな射影曲線 C の種数は、整数であり、C の第一ベッチ数の次元として表すことができる。従って、曲線のモチーフは種数の情報を持っているはずである。もちろん、種数はむしろ荒い不変量であり、従って、C のモチーフはこの整数よりも多くの情報を持っている。

## 普遍コホモロジーの探究
各々の代数多様体 X は対応するモチーフ [X] を持っているので、最も単純なモチーフの例を挙げる。
- [point]
- [projective line] = [point] + [line]
- [projective plane] = [plane] + [line] + [point]

多くの場合、つまり、ド・ラームコホモロジー、ベッチコホモロジー、l-進コホモロジーの場合に、これらの「方程式」は保持され、任意の有限体上の点の数が合同ゼータ函数の乗法記法(multiplicative notation)で保持される。
一般的な考え方としては、モチーフは形式的に良い性質を持つ全ての妥当なコホモロジー論は同じ構成を持っているということで、特に、全てのヴェイユコホモロジー論はそのような性質を持つであろうという考え方である。次の問題の中で、異なるヴェイユコホモロジー論があり、それらを異なる状況下で適用し、異なる圏を持ち、多様体の構造的側面を反映する。
- ベッチコホモロジーは複素数体（の部分体）上で定義され、整数上で定義されている有理な点を持ち、位相不変量である。
- （ℂ 上の多様体の）ド・ラームコホモロジーには、混合ホッジ構造があり、微分幾何学的不変量である。
- （標数が  ≠ l である任意の体上の）l-進コホモロジーは、標準的なガロア群作用、すなわち、（絶対）ガロア群の表現を持っている。
- クリスタリンコホモロジー（英語版）(crystalline cohomology)

これらすべてのコホモロジー論は、共通の性質として、マイヤー・ヴィートリス系列、ホモトピー不変性 (H*(X) ≅ H*(X × A1)、X の積、X とアフィン直線との積、などの性質を持っている。さらに、それらは比較同型定理により結びつけられている。例えば、有限係数の C 上の滑らかな多様体 X のベッチコホモロジー H*Betti(X, Z/n) は、有限係数の l-進コホモロジーに同型である。
モチーフの理論は、これらの特別なコホモロジー全てを埋め込むことのでき、  
[projective line] = [line]+[point]
のような「方程式」のフレームワークを提供する試みである。特に、任意の多様体のモチーフを計算することは、直接、いくつかのヴェイユコホモロジーである、H*Betti(X)、H*DR(X) などについてのすべての情報をもたらす。
グロタンディエクに始まり、多くの年月をかけてこの理論を詳しく定義しようという努力が続けられている。

### モチーヴィックコホモロジー
モチーヴィックコホモロジー(Motivic cohomology)自身は、代数的K-理論によって混合モチーフが考案される以前に考え出されていた。上の圏は、 
Hn(X, m) := Hn(X, Z(m)) := HomDM(X, Z(m)[n])
により、モチーヴィックコホモロジーを再整備して定義することができる。ここに、n と m は整数であり、Z(m) は テイトオブジェクト Z(1) の m-乗のテンソルべきである。ヴォエヴォドスキーの設定では、テンソルべきは複素射影空間 P1 から -2 シフトした点への写像であり、[n] は三角圏の中の通常のシフトを意味する。

## モチーフに関連する予想
標準予想は、最初、代数的サイクルとヴェイユコホモロジー論の相互関係の言葉で定式化された。ピュアモチーフの圏はこれらの予想の圏論的なフレームワークを提供する。
標準予想は、非常に難しいと通常考えられていて、一般の場合については未解決である。グロタンディエクはボンビエリ(Bombieri)とともに、標準予想が成り立つことを前提とした条件付きだが、非常に短くエレガントなヴェイユ予想（ドリーニュにより別の方法で証明された）の証明を与え、モチーヴィックなアプローチの深いことを示した。
例えば、キネット標準予想(Künneth standard conjecture)は、代数的サイクル πi ⊂ X × X の存在が（任意のヴェイユコホモロジーに対し）標準射影 H*(X) → Hi(X) ↣ H*(X) を誘導することが、全てのピュアコホモロジーが M がウェイト n の次き分解 n: M = ⊕ GrnM へ分解することを意味すると言っている。このウェイト（weights)という用語は、同じ分解、いわば滑らかな射影多様体のド・ラームコホモロジーの分解から来る。ホッジ理論を参照。
予想 Dは、数値的な一致とホモロジカル同値(homological equivalence)から始め、ホモロジカルと数値同値の観点からピュアモチーフの同値を意味する。（特に、モチーフの圏の数値的同値はヴェイユコホモロジー論の選択とは独立であるはずである。）ジャンセン(Jannsen)は、1992年、条件付きないでない次の結果を証明した。体の上の（ピュア）モチーフの圏は、アーベル的で半単純な圏であることと、選択された同値関係が数値的であることとは同値である。
ホッジ予想はモチーフを使うとうまく再定式化される。ホッジ予想が成り立つことと、ホッジ実現(Hodge realization)とは同値である。ホッジ実現とは、C の部分体 k 上の）有理係数の任意のピュアモチーフからホッジ構造への関手は、忠実充満関手 H : M(k)Q → HSQ （有理ホッジ構造）である。ここのピュアモチーフはホモロジカル同値の観点からのピュアモチーフを意味する。
同様に、テイト予想(Tate conjecture)はいわゆるテイト実現と同値である。テイト実現とは、モチーフに対してℓ-進コホモロジーを与える関手は忠実充満函手
H: M(k)Qℓ → Repℓ(Gal(k)) であるということとなる。（ピュアモチーフはホモロジカル同値の下のピュアモチーフ、基礎体 k の絶対ガロア群の連続表現である。）この函手は、半単純な表現に値を持つ。（このことはホッジ類似(Hodge analogue)の場合には自動的である。）

## 淡中定式化とモチーヴィックガロア群
（予想されている）モチヴィックガロア群を動機とすると、ある固定した体を k とし次の函手を考える。
k の有限分離拡大 K  → k の絶対ガロア群の（連続）推移的作用をもつ有限集合
この函手は K を k の代数的閉包の中への K の埋め込みの（有限）集合へ写す。ガロア理論では、この函手は圏同値であることが示される。体は 0 次元であることに注意すると、この種類のモチーフはアルティンモチーフ(Artin motives)と呼ばれる。アルティンモチーフを Q-線型化することは、別な方法でモチーフを表すこととなり、アルティンモチーフはガロア群作用を持つ有限 Q-ベクトル空間と同値となる。
モチーヴィックガロア群(motivic Galois group)の対象は、上記の同値関係を高次元多様体へと拡張することである。このことを行うためには、淡中圏の理論がテクニカルな機構として使われる（淡中・クライン双対(Tannaka–Krein duality)まで戻るが、純粋な代数的な理論）。この目的は、際立った代数的サイクルの問題であるホッジ予想とテイト予想の双方へ光を当てることである。ヴェイユコホモロジー論をひとつ固定すると、このヴェイユコホモロジー論は Mnum （数値的同値を使ったピュアモチーフ）から有限次元 Q-ベクトル空間への函手である。前者の圏は淡中圏であることを示すことができる。ホモロジカル同値と数値的同値が同値であるということを前提とすると、すなわち、上記の標準予想 D を前提とすると、函手 H は完全で忠実なテンソル函手である。淡中の定式化を適用し、Mnum は代数群 G の表現の圏と同値となる。この圏はモチーヴィックガロア群と呼ばれる。
マンフォード・テイト群(Mumford–Tate group)はホッジ理論の淡中理論的双対群である。再び大まかな言い方をすると、ホッジ予想とテイト予想は不変式論(invariant theory)のタイプの予想である。正しい定義を言うとすると、代数的サイクルの有理線形部分空間間は、これらの群作用の不変部分と見なせると予想されている。モチーヴィックガロア群は、これらのモチーフ的親玉と考えられている。